# Galileja
Galileja (hebrejski הגליל ha-Galil, arapski الجليل  al-Jaleel) je geografsko područje koje obuhvaća velik dio sjevernoga Izraela. Tradicijski se dijeli na tri dijela;
- Gornja Galileja
- Donja Galileja
- Zapadna Galileja

## Zemljopis
Galileja uključuje više od jedne četvrtine sadašnjega Izraela i površine je oko 5000 km2. Proširuje se od Dana na sjeveru, kod planine Hermon, do grebena Carmela i Gilboa na jugu, te od doline Jordana na istoku pa sve do Sredozemnog mora na zapadu. 
Zapadna Galileja prostire se od sjevera Haife do granice između Izraela i Libanona. Donja Galileja prostire se od planine Carmel na jugu do doline Beit HaKerem na sjeveru. Gornja Galileja prostire se od Beit HaKerem doline sve do granice s Libanonom. Istočna granica je Galilejsko jezero i planine Golana. 
Većina Galileje sastoji se od brdovitog terena, s visinama između 500 do 700 metara. Postoji više visokih planina kao što je planina Tabor i Meron. Relativno niže temperature u usporedbi s ostatkom Izraela i velika količina padalina čine Galileju središtem flore i faune. Zbog potoka, vegetacije i Galilejskog jezera, Galileja je popularno turističko središte Izraela.

## Povijest
Židovi su prije Galileju zvali Galil. Za vrijeme Rimskog Carstva regija je podijeljena na Judeju, Samariju i Galileju, koja je obuhvaćala cijeli sjeverni dio zemlje, te je bila najveća od te tri regije. Herod Antipa, sin Heroda Velikog, vladao je Galilejom kao tetrarh tijekom ere Isusa Krista. Galileja je bila domovina Isusa tijekom velikoga dijela njegovog života. Na svadbi u Kani Galilejskoj čini svoje prvo čudo i započinje svoje javno djelovanje.
638. arapski kalifat je preuzeo nadzor i pripojio je Urdunu (Jordanu). Tijekom Križarskih ratova Galileja je organizirana u Principalitet Galileje. Većinom srednjega vijeka bila je pod upravom Osmanskoga carstva, pa nakon toga pod Britanskim mandatom. Nastanili su je Arapi i Druzi. 1948. Galileja je pripala Izraelu.

## Suvremena Galileja
Jedno je od rijetkih područja Izraela u kojoj su Arapi ostali i nakon osnutka te države 1948. „Srce Galileje“ – distirkt Carmel, gornji Nazaret, Ma’alot-Tarshiha, Migdal Ha’emek i Afula – ima arapsku većinu sa 75 % u udjelu stanovništva. Cijelo stanovništvo Galileje sadržilo je u 1990-ima oko 50 % Židova i 50 % Arapa (u koje su uključeni i Beduini). Također postoji i velika populacija Druza u tom području.
Nazaret, Sakhnin, Shaghur, Tamra i Kafr Kanna ima arapsku većinu od 78%. Židovska agencija pokušavala je desetljećima povećati udio Židova u Galileji, ali ne-židovsko stanovništvo i dalje raste. U 2006., od 1.2 milijuna stanovnika Galileje, otprilike 53,1 %, bile su razne manjine (Arapi i Druzi), dok su samo 46.9 % bili Židovi.
Glavni gradovi Galileje su Akko, Nazaret, Nahariya, Safed, Karmiel, Afula, Qiryat Shemona i Tiberijas. Iako je Haifa izvan Galileje, služi kao upravno i trgovačko središte. Većina naselja su mala sela koje povezuju rijetke ceste. Željeznica ide uz obalu Sredozemnoga mora. Razvijaju se i industrijski parkovi.

## Vanjske poveznice
- Galilejsko jezero  Arhivirana inačica izvorne stranice od 5. ožujka 2016. (Wayback Machine)